# ウィリアム・ヘイデン・イングリッシュ
ウィリアム・ヘイデン・イングリッシュ（英: William Hayden English、1822年8月27日 - 1896年2月7日）は、19世紀アメリカ合衆国インディアナ州の政治家、弁護士、実業家である。州選出アメリカ合衆国下院議員を務め、1880年には民主党から副大統領候補に指名された。
イングリッシュは若い時から政界に入り、インディアナ州民主党のジェシー・D・ブライトが率いる保守派に加わった。1845年から数年間ワシントンD.C.で連邦政府官僚を務めた後、インディアナ州に戻り、1850年には州憲法制定会議に参加した。1851年にインディアナ州下院議員に選出され、29歳で下院議長を務めた。下院議員2年の任期を務めた後、1853年から1861年にはアメリカ合衆国下院議員を4期連続で務め、カンザス州が州に昇格するための妥協成立に務めたのが大きな成果だった。
イングリッシュは1861年に下院議員を辞したが、党内事情への関わりは続けた。南北戦争ではタカ派民主党員であり、北軍の戦争遂行を支持した。政歴を追求しながら著作家かつ事業家でもあり、オペラハウスを所有し、銀行の頭取を務め、多くの住宅を開発した。イングリッシュの事業歴は成功であり、インディアナ州でもかなり裕福な者になった。民間に20年間近くいた後で、1880年に民主党副大統領候補として政界に戻って来た。大統領候補ウィンフィールド・スコット・ハンコックと共に選挙戦を戦ったが、僅差で共和党の対抗馬ジェームズ・ガーフィールドとチェスター・A・アーサーの組み合わせに敗れた。

## 家族と初期の経歴
ウィリアム・ヘイデン・イングリッシュは1822年8月27日に、インディアナ州レキシントンで生まれた。父はエリシャ・ゲイル・イングリッシュ、母はマハラ（旧姓イースティン）であり、その唯一の息子だった。両親共にケンタッキー州の奴隷所有者の家に生まれており、イギリスとフランス・ユグノーの子孫だった。夫妻は1818年にインディアナ州南部に移転した。エリシャ・イングリッシュは直ぐに民主党員として地元の政治に関わるようになり、州議会議員を務めるとともに、事業でも傑出した経歴を積んだ。息子のウィリアムは地元の公立学校で教育を受け、後にハノーバー・カレッジに入学した。3年後にカレッジを卒業し、法律の勉強を始めた。1840年、イングリッシュは18歳で法廷弁護士として認められ、間もなく生まれ故郷のスコット郡で法律実務を始めた。政治の世界にも早く進出し、同年にあった民主党州大会に出席し、民主党大統領候補マーティン・ヴァン・ビューレンのために演説を行った。
1842年の末までにインディアナ州副知事ジェシー・D・ブライトの後援を受けるようになり、党のブライトの派閥内で頭角を現すようになった。翌年インディアナ州下院がイングリッシュを事務官に選んだ。1844年、民主党大統領候補ジェームズ・ポークのために選挙運動を行った。

## 政治と結婚
ポークが1845年に大統領に就任した後、その報償としてイングリッシュをワシントンD.C.の財務省事務官に指名した。イングリッシュはこの職を4年間務め、その間にエマ・マードゥリア・ジャクソンと出逢った。二人は1847年11月に結婚した。この夫妻にはウィリアム・イースティンとロザリンドの2人の子供ができた。
イングリッシュはボルチモアで開催された1848年民主党全国大会に出席し、この時はルイス・カスを支持して、最終的に大統領候補に選んだ。この年の大統領選挙では、ホイッグ党候補のザカリー・テイラーが当選し、ホイッグ党員がイングリッシュに代わって財務省の職に就いた。イングリッシュは党のコネを通じてアメリカ合衆国上院の請願委員会の事務官に就任し、ワシントンD.C.で1850年まで務めた 。
その年後半イングリッシュと妻はインディアナ州に戻り、インディアナ州憲法制定会議の事務官として働いた。この会議では民主党が多数派であり、その提案には選挙で選ばれる役人の数を増やすこと、家産差し押さえ免除を保証すること、選挙権を白人に制限することなど新法が含まれていた。それまでに自由黒人が州内での選挙権を得ていた。この新しい1851年憲法は有権者の大多数の賛成によって承認された。
1851年8月、イングリッシュはインディアナ州会議員に初めて立候補して当選した。1851年憲法が制定されてから初の議会であり、憲法に関する知識があったので当選にも有利であり、29歳で下院議長にまでなった。下院は民主党が多数であり、ブライトの指示に従って、ブライト派の1人であるグラハム・N・フィッチのアメリカ合衆国上院議員選挙を手伝った。しかし、議会は別の民主党員であるジョン・ペティットを選んだ。イングリッシュは下院議長の職を続けることで州内の影響力を増した。1852年、民主党は新しく選挙区割りが行われた第2区から選ぶアメリカ合衆国下院議員の候補にイングリッシュを指名した。その年10月の選挙では民主党が大勝し、下院議席は1議席を除いて独占した。イングリッシュはホイッグ党の対立候補を得票率で55%対45%という差で破って当選し、1853年にワシントンD.C.で招集された第33期議会に参加した。

## 連邦議会

### カンザス・ネブラスカ法
アメリカ合衆国下院は1853年12月に第33期が招集された。この頃、自由州と奴隷州の間の意見の不一致が一触即発の状態にあり、イリノイ州選出のスティーブン・ダグラスが提案したカンザス・ネブラスカ法の成立で加熱された。この法はカンザス準州とネブラスカ準州で奴隷制度を選択できるようにしたものであり、事実上1820年のミズーリ妥協を撤廃していた。ダグラスの提案は、その選択を準州に入った開拓者に委ねることで、全国的な奴隷制度に関する扇動を鎮めようと意図されていたが、30年間自由土地として保持された準州に奴隷制度を拡大することを認めたことで、逆に北部の反奴隷制度感情を掻き立てた。イングリッシュは下院領土委員会の委員となり、この法は不必要と考え、その時期にも賛成しなかった。委員会が法を承認したとき、イングリッシュは少数意見報告書を書いた。しかし人民主権という考え方に全面的に反対したのではなく、「組織化されたそれぞれの主体が、自分たちで決定することを認められるべき」と考えた。北部の民主党員はこの法についてほぼ等分に分裂していたが、イングリッシュは保留を述べていたにも拘わらず、賛成票を投じた側に回った。そうすることで、議会は準州住民の決断を尊重することとなり、その決断を守ると誓約することになると語った。大統領のフランクリン・ピアースは1854年5月30日に法案に署名して成立させた。

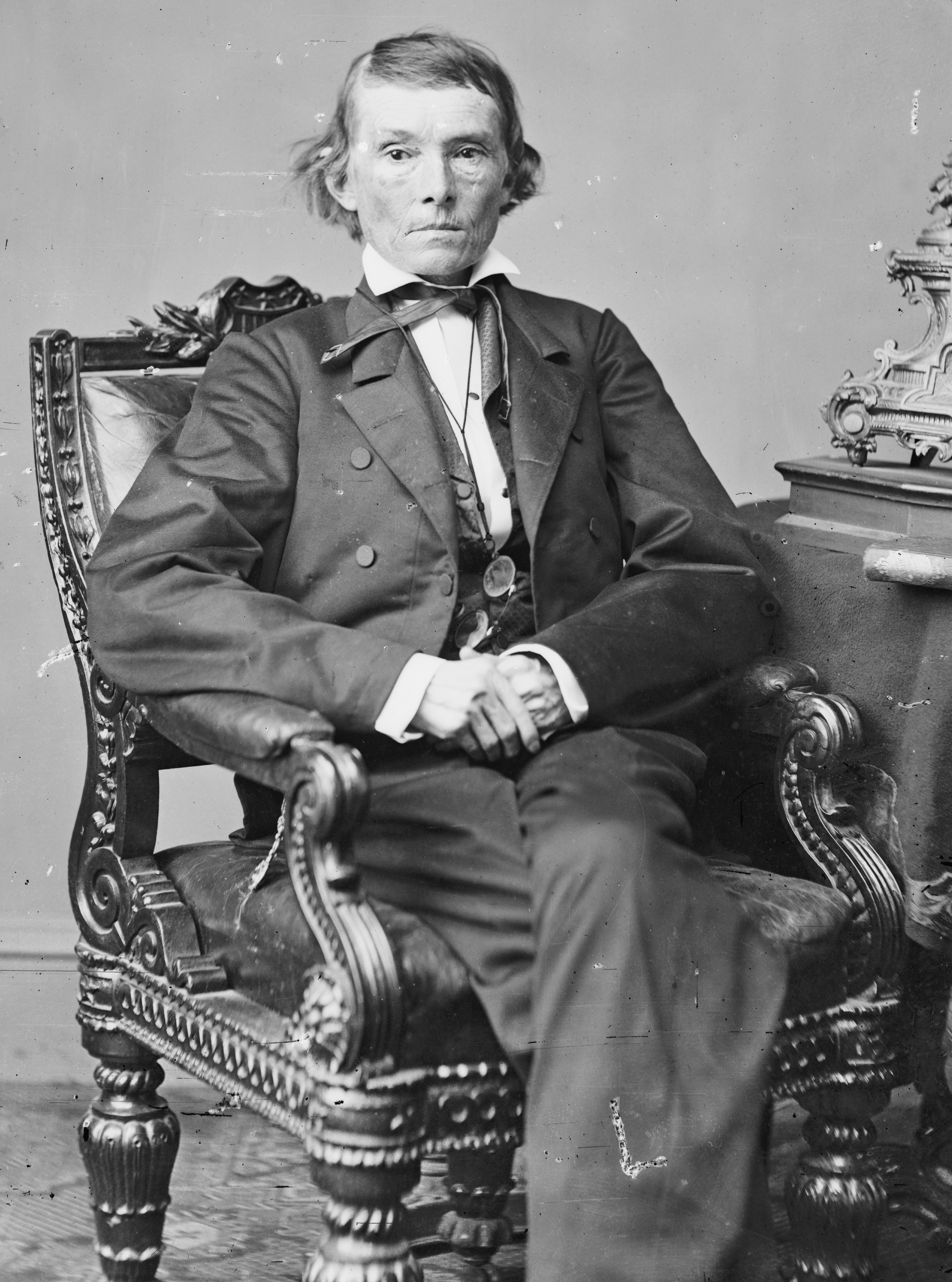
後にイングリッシュ法と呼ばれた妥協法では、アレクサンダー・スティーヴンズ下院議員と共に動いた

カンザス・ネブラスカ法は北部の全体でひどく不評だった。これに対する反応でホイッグ党が完全に潰れ、北部民主党を弱らせ、共和党という新党をもたらさせることになった。カンザス・ネブラスカ法に投票した自由州議員42人のうち3人のみが再選を果たした。イングリッシュもその1人だった。イングリッシュは保守派民主党員であり、そのインディアナ州南部は奴隷制度擁護ではないものの、奴隷制度廃止運動に同調する姿勢もなかった。イングリッシュは1856年にも再選され、第35期議会では民主党が下院の多数派を取り戻した。下院議長であるジェイムズ・ローレンス・オアはイングリッシュを下院郵便局郵便道路委員会に割り当てたが、カンザス問題の方に時間を割くことになった。

### イングリッシュ法
1857年12月、カンザスは自由州の支持者がボイコットした住民投票で、奴隷制度擁護のルコンプトン憲法を採択し、連邦議会に奴隷州としての加盟を請願した。民主党員の大統領ジェームズ・ブキャナンは議会にこの問題を取り上げるよう促し、上院がカンザス州の加盟を承認した。しかしその法案は下院で賛成112票、反対120票で否決された。イングリッシュは、奴隷制度擁護のカンザスがその憲法を通した手続きが不適切であることが分かり、加盟法に反対票を投じた。議会はこの問題を何か月も議論し続けたが、結論を出せなかった。イングリッシュと、ジョージア州選出民主党下院議員アレクサンダー・スティーヴンズが妥協案を編み出した。これは後にイングリッシュ法と呼ばれることになった。イングリッシュ法はカンザスを奴隷州として加盟させるが、住民投票で選択したときのみそれを可能とした。この法はまた、ルコンプトン憲法でカンザスが要求した異常に大きな連邦公有地払下げについても取り下げさせるものだった。カンザスの有権者は小さな土地払下げを引き下げるというメンツの立つ手段で、ルコンプトン憲法を拒否できることになった。議会はイングリッシュ法を通し、カンザスは直ぐに6対1の投票比率で奴隷制度擁護の憲法を拒否した。イングリッシュの政治的同盟者の中には、ブライト（当時上院議員）などカンザスが奴隷州として加盟するのを好んだ者もいたが、このような選択は選挙区で好評であり、次の1858年の選挙では、イングリッシュが56%対44%で再選された。

## 事業の経歴

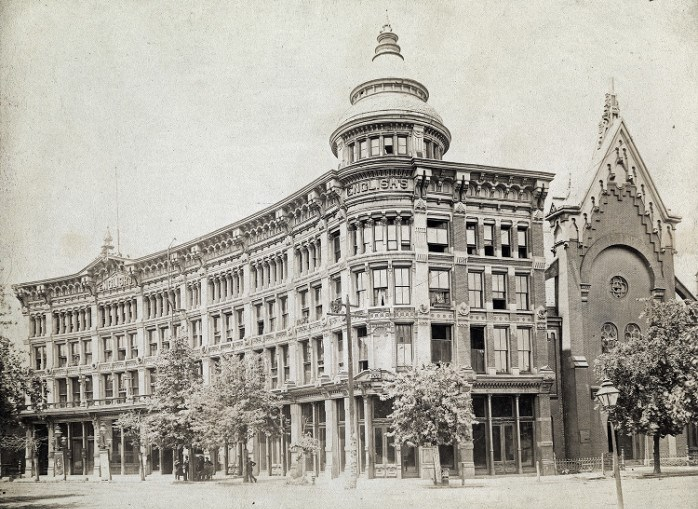
イングリッシュのオペラハウス

イングリッシュは1860年の再選は辞退したが、北部と南部が分裂度合いを高めていることについて、妥協と節度を提唱する演説を何度か行った。この年にエイブラハム・リンカーンが大統領に当選した後、イングリッシュは南部人に脱退しないよう説得に努めた。南部州が脱退し、南北戦争が始まると、インディアナ州知事オリヴァー・P・モートンがイングリッシュに連隊長を任せようとしたが、軍事的知識も興味も無かったのでこれを辞退した。しかし、モートン（およびリンカーン）の戦争遂行政策を支持し、自分もタカ派民主党だと見なした。イングリッシュは金を借りて州政府に渡し、兵士の装備費に使わせ、また第2選挙区の憲兵司令官を務めた。
イングリッシュは下院議員を辞した後、1年間はスコット郡の自宅で過ごし、その後州都インディアナポリスに移った。イングリッシュと10人の仲間（ジェイムズ・ラニアを含む）が1863年にインディアナポリス第一国定銀行を組織した。これは新しい国定銀行法の下で組織化されたことでは同市初の銀行だった。イングリッシュはその頭取を1877年まで務めたが、その間には多くの他行が倒産した1873年恐慌もあった。イングリッシュの事業対象には他の産業も含まれていた。インディアナポリス路面鉄道会社の支配株主となり、1876年までその経営に関わっていたが、1876年に株を売却した。1877年には銀行の株も売却し、その投資先を不動産に向けた。1875年までに既に現在のイングリッシュ・アベニューで75軒の家屋を建設させていた。その2年後に妻のエマが死んだ。イングリッシュはその後も19年間生き残った。1896年に死ぬ時までに448件の資産を所有し、その大半はインディアナポリスにあった。
1880年、イングリッシュはイングリッシュズ・オペラハウスを建設した。1994年の「インディアナポリス百科事典」に拠れば、直ぐに市内最良の建物と呼ばれるようになっていた。この建物はニューヨーク市にあるグランド・オペラハウスをモデルにしており、観客席は2,000席あった。1880年9月27日にオープンし、ローレンス・バーレットが『ハムレット』を演じた。その時までにイングリッシュは再度政治に関わっていた。オペラハウスの運営は、演劇に興味を持っていた息子のウィリアム・エスティン・イングリッシュに任せた。息子のウィリアムは女優のアニー・フォックスと結婚したばかりだった。イングリッシュはそのオペラハウスにホテルを追加し、どちらも1948年まで運営されていた。

## 副大統領候補

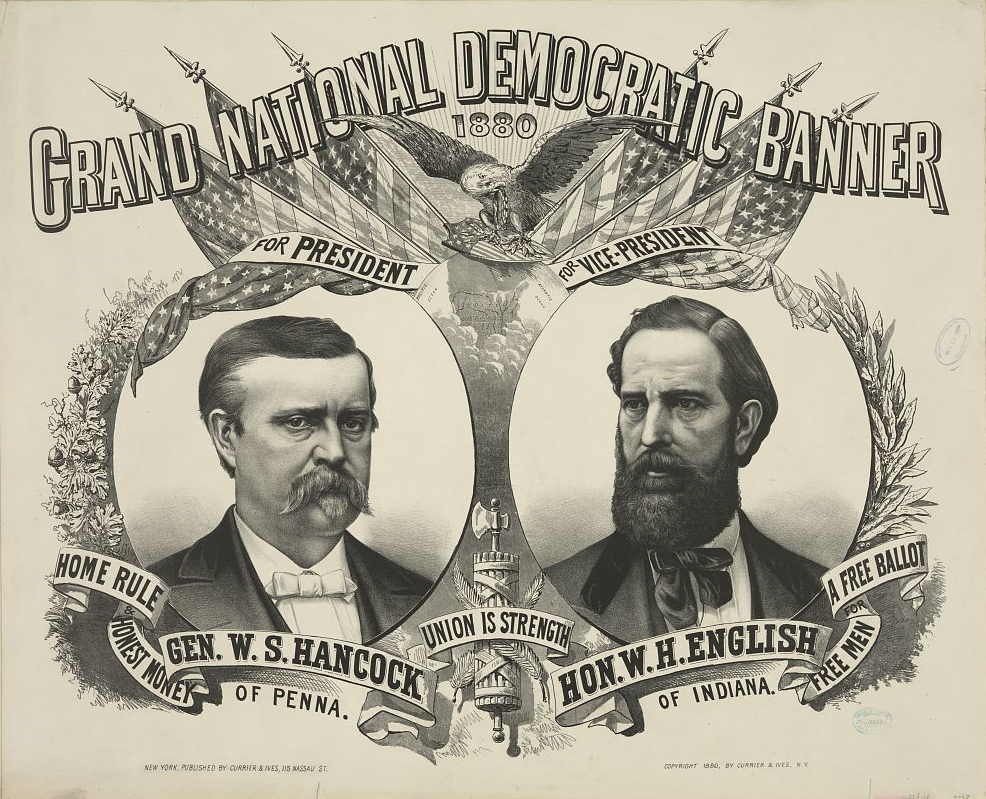
ハンコック（左）とイングリッシュの選挙ポスター

イングリッシュはアメリカ合衆国下院議員を辞めた後も、地方の政治にはかかわり続けており、インディアナ州民主党の議長も務めていた。息子は1879年に州議会下院議員に選出され、イングリッシュにも政治的な問題について相談が来ていた。1858年以降選挙に出馬していなかったが、1879年には友好的な新聞にインタビューと手紙を掲載して全国的な知名度を上げていた。シンシナティで開催された1880年民主党全国大会には、インディアナ州代表として出席し、金本位制の支持を称賛していたデラウェア州のトマス・F・ベアードを大統領候補に推した。1回目の投票では決着が付かず、ベアードは第2位だった。南北戦争の北軍で少将だったペンシルベニア州のウィンフィールド・スコット・ハンコックがリードしており、2回目の投票で民主党公認候補に指名された。
インディアナ州代議員団は最後の瞬間までハンコックに票を入れていなかった。その報酬として代議員団はイングリッシュを副大統領候補に推薦した。その指名は全会一致になった。イングリッシュが指名されることをインディアナ州以外では予測していなかったが、党指導層は接戦州であるインディアナ州におけるその人気が、共和党のジェームズ・ガーフィールドとチェスター・A・アーサーの組み合わせに対抗できると考えた。共和党員は、イングリッシュを指名した真の理由は、個人財産を選挙資金にあてる用意があることだと考えた。民主党の選挙資金は少なかった。イングリッシュは指名受諾の短い挨拶をした。さらに1か月後には文書で正式の返事をした。その文書で、南北戦争に関わる論争は解決しており、「正直な金の健全な通貨」を約束し、中国人移民の制限と「公的資金による確固とした経済」を約束していた。イングリッシュはこの選挙を次の様に特徴づけしていた。
ハンコックと民主党はソリッドサウスを制するものと予想されていた。そこではレコンストラクション時代が終わった後に黒人から選挙権を剥奪しており、選挙は白人民主党が支配していた。南部に加えて、選挙に勝つためには中西部の州を幾つか制する必要があった。この地域の国政選挙は接戦州を如何に制するかに掛かっていた。二大政党の政策に実質的な差異はほとんどなく、また共和党はハンコックが英雄的人気を持っているために攻撃するのを躊躇した。共和党が指摘出来た政策の違いは、民主党の綱領に「歳入のためだけの関税」という記述があることだった。ガーフィールドの選挙運動はこの声明を使って、当時設定されていた高い保護関税から恩恵を受ける工業労働者の苦境には同情しない者として民主党を色づけることだった。関税問題は工業化された北部州で民主党支持を遮断した。民主党が多数を取るにはそれが重要だった。
10月にオハイオ州とインディアナ州で行われた州レベルの選挙では共和党が勝利し、翌月の国政選挙について民主党を落胆させるものになった。党指導層の間で候補者からイングリッシュを落とすという話しすら出たが、イングリッシュは10月の敗戦が地方の問題に根差したものであり、民主党の公認候補は11月にオハイオ州は無理でもインディアナ州は制することが出来ると言って説得した。最終的にイングリッシュの見込みは当たらなかった。民主党とハンコックは、インディアナ州を含め標的にしていた中西部州のどれも取れなかった。一般投票では僅か7,018票少ないだけだったが、選挙人投票ではガーフィールドとアーサーが214票、ハンコックとイングリッシュは155票と大差が付いた。

## 選挙後の経歴と遺産
イングリッシュは選挙が終わると事業経営に復帰した。地元の歴史にも興味を持つようになり、1885年に自分のオペラハウスで開催された1850年州憲法制定会議代議員で生存者の同窓会に参加した。インディアナ歴史協会の会長になり、『オハイオ川の北西領土の征服、1778年から1783年』と『ジョージ・ロジャース・クラーク将軍の生涯』と題する2冊の書を著し、その死の時に出版された。1893年にはインディアナポリス記念碑委員会に務め、兵士と水兵の記念碑の計画と資金集めに協力した。
イングリッシュは1896年2月7日にインディアナポリスの自宅で死んだ。1877年に死んだ妻と共にクラウンヒル墓地に埋葬された。イングリッシュが建設した多くの建物は解体されてきたが、クロウフォード郡の郡庁所在地イングリッシュはこのイングリッシュに因む命名であり、インディアナポリス市のイングリッシュ通りもまた然りである。スコッツバーグ市のスコット郡庁舎前面にはイングリッシュの彫像が立っており、イングリッシュのクロウフォード郡催事場にもある。息子のウィリアムは1884年から1885年までアメリカ合衆国下院議員を務めた。孫のウィリアム・イングリッシュ・ウォーリングは娘のロザリンドの息子であり、全米黒人地位向上協会の共同設立者になった。イングリッシュ個人と家族の文書の広範な収集品がインディアナポリスのインディアナ歴史協会に収められており、研究用に公開されている。

## 原註
1. ↑  1913年にアメリカ合衆国憲法修正第17条が成立するまでは、各州上院議員を州議会が選んでいた
2. ↑  議会の多くの議員はそういう制約をうけることに同意しなかった。それが議論の中の論点となった[13]